# Mistrovství Evropy ve fotbale 1980 (soupisky)
Soupisky Mistrovství Evropy ve fotbale 1980:
| Zlato          | Stříbro           | Bronz                     |
| -------------- | ----------------- | ------------------------- |
| SRN • Soupiska | Belgie • Soupiska | Československo • Soupiska |

## Belgie
Hlavní trenér: Guy Thys

| Jméno                 | Datum narození | Datum úmrtí                     | Klub            |          |
| Brankáři              | Brankáři       | Brankáři                        | Brankáři        | Brankáři |
| --------------------- | -------------- | ------------------------------- | --------------- | -------- |
| Theo Custers          | 10.8.1950      |                                 | Royal Antwerp   |          |
| Jean-Marie Pfaff      | 4.12.1953      |                                 | SK Beveren-Waas |          |
| Michel Preud'homme    | 24.1.1959      |                                 | Standard Lutych |          |
| Obránci               |                |                                 |                 |          |
| Eric Gerets           | 18.5.1954      |                                 | Standard Lutych |          |
| Luc Millecamps        | 10.9.1951      |                                 | KSV Waregem     |          |
| Walter Meeuws         | 11.7.1951      |                                 | Club Brugge KV  |          |
| Michel Renquin        | 3.11.1955      |                                 | Standard Lutych |          |
| Gerard Plessers       | 30.3.1959      |                                 | Standard Lutych |          |
| Jos Heyligen          | 30.6.1947      |                                 | FC Beringen     |          |
| Záložníci             |                |                                 |                 |          |
| Julien Cools –        | 13.2.1947      |                                 | Beerschot VAC   |          |
| René Vandereycken     | 22.7.1953      |                                 | Club Brugge KV  |          |
| Wilfried Van Moer     | 1.3.1945       | 24. srpna 2021 (ve věku 76 let) | FC Beringen     |          |
| Jan Ceulemans         | 28.2.1957      |                                 | Club Brugge KV  |          |
| Maurice Martens       | 5.6.1947       |                                 | RWD Molenbeek   |          |
| René Verheyen         | 20.3.1952      |                                 | KSC Lokeren     |          |
| Marc Millecamps       | 9.10.1950      |                                 | KSV Waregem     |          |
| Raymond Mommens       | 27.12.1958     |                                 | KSC Lokeren     |          |
| Guy Dardenne          | 19.10.1954     |                                 | KSC Lokeren     |          |
| Útočníci              |                |                                 |                 |          |
| François Van der Elst | 1.12.1954      | 11. ledna 2017 (ve věku 62 let) | RSC Anderlecht  |          |
| Erwin Vandenbergh     | 26.1.1959      |                                 | Lierse SK       |          |
| Willy Wellens         | 29.3.1954      |                                 | Standard Lutych |          |
| Ronny Martens         | 22.12.1958     |                                 | RSC Anderlecht  |          |

## Československo
Hlavní trenér: Dr. Jozef Vengloš

| Jméno               | Datum narození | Datum úmrtí                         | Klub              |          |
| Brankáři            | Brankáři       | Brankáři                            | Brankáři          | Brankáři |
| ------------------- | -------------- | ----------------------------------- | ----------------- | -------- |
| Jaroslav Netolička  | 3.3.1954       |                                     | Dukla Praha       |          |
| Stanislav Seman     | 8.8.1952       |                                     | Lokomotiva Košice |          |
| Dušan Keketi        | 24.3. 1951     |                                     | Spartak Trnava    |          |
| Obránci             |                |                                     |                   |          |
| Jozef Barmoš        | 28.8.1954      |                                     | Inter Bratislava  |          |
| Ladislav Jurkemik   | 20.7.1953      |                                     | Inter Bratislava  |          |
| Anton Ondruš –      | 27.3.1950      |                                     | Slovan Bratislava |          |
| Koloman Gögh        | 7.1.1948       | 11. listopadu 1995 (ve věku 47 let) | Slovan Bratislava |          |
| František Štambachr | 13.2.1953      |                                     | Dukla Praha       |          |
| Rostislav Vojáček   | 23.2.1949      |                                     | Baník Ostrava     |          |
| Jan Fiala           | 19.5.1956      |                                     | Dukla Praha       |          |
| Oldřich Rott        | 26.5.1951      |                                     | Dukla Praha       |          |
| Karol Dobiaš        | 18.12.1947     |                                     | Bohemians Praha   |          |
| Záložníci           |                |                                     |                   |          |
| Ján Kozák           | 17.4.1954      |                                     | Lokomotiva Košice |          |
| Antonín Panenka     | 2.12.1948      |                                     | Bohemians Praha   |          |
| Verner Lička        | 15.9.1954      |                                     | Baník Ostrava     |          |
| Jaroslav Pollák     | 11.7.1947      | 26. června 2020 (ve věku 72 let)    | Sparta Praha      |          |
| Jan Berger          | 27.11.1955     |                                     | Dukla Praha       |          |
| Petr Němec          | 7.6.1957       |                                     | Baník Ostrava     |          |
| Útočníci            |                |                                     |                   |          |
| Miroslav Gajdůšek   | 20.9.1951      |                                     | Dukla Praha       |          |
| Marián Masný        | 13.8.1950      |                                     | Slovan Bratislava |          |
| Zdeněk Nehoda       | 9.5.1952       |                                     | Dukla Praha       |          |
| Ladislav Vízek      | 22.1.1955      |                                     | Dukla Praha       |          |

## Anglie
Hlavní trenér: Ron Greenwood

| Jméno           | Datum narození | Datum úmrtí                         | Klub                       |          |
| Brankáři        | Brankáři       | Brankáři                            | Brankáři                   | Brankáři |
| --------------- | -------------- | ----------------------------------- | -------------------------- | -------- |
| Ray Clemence    | 5.8.1948       | 15. listopadu 2020 (ve věku 72 let) | Liverpool FC               |          |
| Peter Shilton   | 18.9.1949      |                                     | Nottingham Forest FC       |          |
| Joe Corrigan    | 18.11.1948     |                                     | Manchester City FC         |          |
| Obránci         |                |                                     |                            |          |
| Phil Neal       | 20.2.1951      |                                     | Liverpool FC               |          |
| Kenny Sansom    | 26.9.1958      |                                     | Crystal Palace FC          |          |
| Phil Thompson   | 21.1.1954      |                                     | Liverpool FC               |          |
| David Watson    | 5.10.1946      |                                     | Southampton FC             |          |
| Viv Anderson    | 29.7.1956      |                                     | Nottingham Forest FC       |          |
| Trevor Cherry   | 23.2.1948      | 29. dubna 2020 (ve věku 72 let)     | Leeds United FC            |          |
| Mick Mills      | 4.1.1949       |                                     | Ipswich Town FC            |          |
| Záložníci       |                |                                     |                            |          |
| Ray Wilkins     | 14.9.1956      | 4. dubna 2018 (ve věku 61 let)      | Manchester United FC       |          |
| Steve Coppell   | 9.7.1955       |                                     | Manchester United FC       |          |
| Trevor Brooking | 2.10.1948      |                                     | West Ham United FC         |          |
| Emlyn Hughes    | 28.8.1947      | 9. listopadu 2004 (ve věku 57 let)  | Wolverhampton Wanderers FC |          |
| Terry McDermott | 8.12.1951      |                                     | Liverpool FC               |          |
| Ray Kennedy     | 28.7.1951      | 30. listopadu 2021 (ve věku 70 let) | Liverpool FC               |          |
| Glenn Hoddle    | 27.10.1957     |                                     | Tottenham Hotspur FC       |          |
| Útočníci        |                |                                     |                            |          |
| Kevin Keegan –  | 14.2.1951      |                                     | Hamburger SV               |          |
| David Johnson   | 23.10.1951     | 23. listopadu 2022 (ve věku 71 let) | Liverpool FC               |          |
| Tony Woodcock   | 6.12.1955      |                                     | 1. FC Köln                 |          |
| Paul Mariner    | 22.5.1953      | 9. července 2021 (ve věku 68 let)   | Ipswich Town FC            |          |
| Garry Birtles   | 27.7.1956      |                                     | Nottingham Forest FC       |          |

## Řecko
Hlavní trenér: Alketas Panagoulias

| Jméno                    | Datum narození | Datum úmrtí                    | Klub              |          |
| Brankáři                 | Brankáři       | Brankáři                       | Brankáři          | Brankáři |
| ------------------------ | -------------- | ------------------------------ | ----------------- | -------- |
| Vasilis Konstantinou     | 19.11.1947     |                                | Panathinaikos FC  |          |
| Eleftherios Poupakis     | 28.12.1946     |                                | OFI Kréta         |          |
| Stelios Papafloratos     | 27.1.1954      |                                | Aris Soluň        |          |
| Obránci                  |                |                                |                   |          |
| Ioannis Kyrastas         | 25.10.1952     | 4. ledna 2004 (ve věku 51 let) | Olympiakos Pireus |          |
| Konstantinos Iosifidis   | 14.1.1952      |                                | PAOK FC           |          |
| Anthimos Kapsis          | 3.9.1950       |                                | Panathinaikos FC  |          |
| Giorgos Foiros           | 8.11.1953      |                                | Aris Soluň        |          |
| Ioannis Gounaris         | 6.7.1952       |                                | PAOK FC           |          |
| Petros Ravousis          | 1.10.1954      |                                | AEK Atény         |          |
| Lakis Nikolaou           | 17.7.1949      |                                | AEK Atény         |          |
| Záložníci                |                |                                |                   |          |
| Spiros Livathinos        | 8.1.1955       |                                | Panathinaikos FC  |          |
| Christos Terzanidis      | 13.2.1945      |                                | Panathinaikos FC  |          |
| Takis Nikoloudis         | 26.8.1951      |                                | Olympiakos Pireus |          |
| Ioannis Damanakis        | 2.10.1952      |                                | PAOK FC           |          |
| Giorgos Koudas –         | 23.11.1946     |                                | PAOK FC           |          |
| Dinos Kouis              | 5.6.1955       |                                | Aris Soluň        |          |
| Útočníci                 |                |                                |                   |          |
| Christos Ardizoglou      | 25.5.1953      |                                | AEK Atény         |          |
| Maik Galakos             | 23.11.1951     |                                | Olympiakos Pireus |          |
| Charalambos Xanthopoulos | 29.8.1956      |                                | Iraklis Soluň     |          |
| Thomas Mavros            | 31.3.1954      |                                | AEK Atény         |          |
| Giorgos Kostikos         | 26.4.1958      |                                | PAOK FC           |          |
| Nikos Anastopoulos       | 22.1.1958      |                                | Panionios GSS     |          |

## Itálie
Hlavní trenér: Enzo Bearzot

| Jméno                | Datum narození | Datum úmrtí                     | Klub           |          |
| Brankáři             | Brankáři       | Brankáři                        | Brankáři       | Brankáři |
| -------------------- | -------------- | ------------------------------- | -------------- | -------- |
| Dino Zoff –          | 28.2.1942      |                                 | Juventus FC    |          |
| Ivano Bordon         | 13.4.1951      |                                 | Inter Milán    |          |
| Giovanni Galli       | 29.4.1958      |                                 | ACF Fiorentina |          |
| Obránci              |                |                                 |                |          |
| Franco Baresi        | 8.5.1960       |                                 | AC Milán       |          |
| Giuseppe Baresi      | 7.2.1958       |                                 | Inter Milán    |          |
| Mauro Bellugi        | 7.2.1950       | 20. února 2021 (ve věku 71 let) | SSC Neapol     |          |
| Antonio Cabrini      | 8.10.1957      |                                 | Juventus FC    |          |
| Fulvio Collovati     | 9.5.1957       |                                 | AC Milán       |          |
| Claudio Gentile      | 27.9.1953      |                                 | Juventus FC    |          |
| Aldo Maldera         | 14.10.1953     | 1. srpna 2012 (ve věku 58 let)  | AC Milán       |          |
| Gaetano Scirea       | 25.5.1953      | 3. září 1989 (ve věku 36 let)   | Juventus FC    |          |
| Záložníci            |                |                                 |                |          |
| Giancarlo Antognoni  | 1.4.1954       |                                 | ACF Fiorentina |          |
| Romeo Benetti        | 20.10.1945     |                                 | AS Řím         |          |
| Ruben Buriani        | 16.3.1955      |                                 | AC Milán       |          |
| Gabriele Oriali      | 25.11.1952     |                                 | Inter Milán    |          |
| Marco Tardelli       | 24.9.1954      |                                 | Juventus FC    |          |
| Renato Zaccarelli    | 18.1.1951      |                                 | Turín FC       |          |
| Útočníci             |                |                                 |                |          |
| Alessandro Altobelli | 28.11.1955     |                                 | Inter Milán    |          |
| Roberto Bettega      | 27.12.1950     |                                 | Juventus FC    |          |
| Franco Causio        | 1.2.1949       |                                 | Juventus FC    |          |
| Francesco Graziani   | 16.12.1952     |                                 | Turín FC       |          |
| Roberto Pruzzo       | 1.4.1955       |                                 | AS Řím         |          |

## Nizozemsko
Hlavní trenér: Jan Zwartkruis

| Jméno                | Datum narození | Datum úmrtí                         | Klub                   |          |
| Brankáři             | Brankáři       | Brankáři                            | Brankáři               | Brankáři |
| -------------------- | -------------- | ----------------------------------- | ---------------------- | -------- |
| Piet Schrijvers      | 15.12.1946     | 7. září 2022 (ve věku 75 let)       | AFC Ajax               |          |
| Pim Doesburg         | 28.10.1943     | 17. listopadu 2020 (ve věku 77 let) | Sparta Rotterdam       |          |
| Hans van Breukelen   | 4.10.1956      |                                     | FC Utrecht             |          |
| Obránci              |                |                                     |                        |          |
| Ben Wijnstekers      | 31.8.1955      |                                     | Feyenoord Rotterdam    |          |
| Michel van de Korput | 18.9.1956      |                                     | Feyenoord Rotterdam    |          |
| Hugo Hovenkamp       | 5.10.1950      |                                     | AZ Alkmaar             |          |
| Ruud Krol –          | 24.3.1949      |                                     | Vancouver Whitecaps FC |          |
| Jan Poortvliet       | 21.9.1955      |                                     | PSV Eindhoven          |          |
| Huub Stevens         | 29.11.1953     |                                     | PSV Eindhoven          |          |
| Ernie Brandts        | 3.2.1956       |                                     | PSV Eindhoven          |          |
| John Metgod          | 27.2.1958      |                                     | AZ Alkmaar             |          |
| Záložníci            |                |                                     |                        |          |
| Arie Haan            | 16.11.1948     |                                     | RSC Anderlecht         |          |
| Heini Otto           | 24.8.1954      |                                     | Twente Enschede        |          |
| Dick Nanninga        | 17.1.1949      | 21. července 2015 (ve věku 66 let)  | Roda JC Kerkrade       |          |
| Adrie Koster         | 18.11.1954     |                                     | PSV Eindhoven          |          |
| Frans Thijssen       | 23.1.1952      |                                     | Ipswich Town FC        |          |
| Romeo Zondervan      | 3.3.1959       |                                     | Twente Enschede        |          |
| Útočníci             |                |                                     |                        |          |
| René van de Kerkhof  | 16.9.1951      |                                     | PSV Eindhoven          |          |
| Willy van de Kerkhof | 16.9.1951      |                                     | PSV Eindhoven          |          |
| Kees Kist            | 7.8.1952       |                                     | AZ Alkmaar             |          |
| Johnny Rep           | 25.11.1951     |                                     | AS Saint-Étienne       |          |
| Martien Vreijsen     | 15.11.1955     |                                     | NAC Breda              |          |

## Španělsko
Hlavní trenér: Ladislav Kubala

| Jméno                   | Datum narození | Datum úmrtí                      | Klub              |          |
| Brankáři                | Brankáři       | Brankáři                         | Brankáři          | Brankáři |
| ----------------------- | -------------- | -------------------------------- | ----------------- | -------- |
| Luis Arconada           | 26.6.1954      |                                  | Real Sociedad     |          |
| Javier Urruticoechea    | 17.2.1952      | 24. května 2001 (ve věku 49 let) | RCD Espanyol      |          |
| Pedro María Artola      | 6.9.1948       |                                  | FC Barcelona      |          |
| Obránci                 |                |                                  |                   |          |
| José Ramón Alexanko     | 19.5.1956      |                                  | Athletic Bilbao   |          |
| Migueli                 | 19.12.1951     |                                  | FC Barcelona      |          |
| Diego Díaz              | 21.11.1954     |                                  | Real Sociedad     |          |
| Francisco Javier Uría   | 1.2.1950       |                                  | Sporting de Gijón |          |
| Vicente del Bosque      | 23.12.1950     |                                  | Real Madrid       |          |
| Rafael Gordillo         | 24.2.1957      |                                  | Betis Sevilla     |          |
| Miguel Tendillo         | 1.2.1961       |                                  | Valencia CF       |          |
| Záložníci               |                |                                  |                   |          |
| Antonio Olmo            | 18.1.1954      |                                  | FC Barcelona      |          |
| Juan Manuel Asensi –    | 23.9.1949      |                                  | FC Barcelona      |          |
| Dani                    | 28.6.1951      |                                  | Athletic Bilbao   |          |
| Julio Cardeñosa         | 27.10.1949     |                                  | Betis Sevilla     |          |
| Francisco José Carrasco | 6.3.1959       |                                  | FC Barcelona      |          |
| Juanito                 | 10.11.1954     | 2. dubna 1992 (ve věku 37 let)   | Real Madrid       |          |
| Cundi                   | 13.4.1955      |                                  | Sporting de Gijón |          |
| Jesús María Zamora      | 1.1.1955       |                                  | Real Sociedad     |          |
| Útočníci                |                |                                  |                   |          |
| Quini                   | 23.9.1949      | 27. února 2018 (ve věku 68 let)  | Sporting de Gijón |          |
| Santillana              | 23.8.1952      |                                  | Real Madrid       |          |
| Jesús María Satrústegui | 12.2.1954      |                                  | Real Sociedad     |          |
| Enrique Saura           | 2.8.1954       |                                  | Valencia CF       |          |

## SRN
Hlavní trenér: Jupp Derwall

| Jméno                 | Datum narození | Klub                     |          |
| Brankáři              | Brankáři       | Brankáři                 | Brankáři |
| --------------------- | -------------- | ------------------------ | -------- |
| Harald Schumacher     | 6.3.1954       | 1. FC Köln               |          |
| Walter Junghans       | 26.10.1958     | FC Bayern Mnichov        |          |
| Eike Immel            | 27.11.1960     | Borussia Dortmund        |          |
| Obránci               |                |                          |          |
| Hans-Peter Briegel    | 11.10.1955     | 1. FC Kaiserslautern     |          |
| Bernhard Cullmann     | 1.11.1949      | 1. FC Köln               |          |
| Karlheinz Förster     | 25.7.1958      | VfB Stuttgart            |          |
| Bernard Dietz –       | 22.3.1948      | MSV Duisburg             |          |
| Bernd Förster         | 3.5.1956       | VfB Stuttgart            |          |
| Herbert Zimmermann    | 1.7.1954       | 1. FC Köln               |          |
| Manfred Kaltz         | 6.1.1953       | Hamburger SV             |          |
| Záložníci             |                |                          |          |
| Bernd Schuster        | 22.12.1959     | 1. FC Köln               |          |
| Hansi Müller          | 27.7.1957      | VfB Stuttgart            |          |
| Caspar Memering       | 1.6.1953       | Hamburger SV             |          |
| Rainer Bonhof         | 29.3.1952      | Valencia CF              |          |
| Felix Magath          | 26.7.1953      | Hamburger SV             |          |
| Uli Stielike          | 15.11.1954     | Real Madrid              |          |
| Karl Del'Haye         | 18.8.1955      | Borussia Mönchengladbach |          |
| Lothar Matthäus       | 21.3.1961      | Borussia Mönchengladbach |          |
| Miroslav Votava       | 24.4.1956      | Borussia Dortmund        |          |
| Útočníci              |                |                          |          |
| Karl-Heinz Rummenigge | 25.9.1955      | FC Bayern Mnichov        |          |
| Horst Hrubesch        | 17.4.1951      | Hamburger SV             |          |
| Klaus Allofs          | 5.12.1956      | Fortuna Düsseldorf       |          |